# حي جنوب (دسوق)
حي جنوب، هو أحد التقسيمات الداخلية لمدينة دسوق بشمال مصر.

## الموقع والوصف العام
يقع جنوب مدينة دسوق، والتي تبدأ من كوبري دسوق العلوي وموقف دسوق للمدن، ماراً بمنطقة البرماوي والصنايع والمستعمرة ومنطقة الميدان الإبراهيمي وشارع الجيش وكورنيش النيل وداير الناحية حتى خط السكة الحديد شمالاُ.

## السكان
يبلغ عدد سكان حي جنوب في 13 ديسمبر 2011: 67,453 نسمة، ويمثل ذلك يمثل 49% من إجمالي سكان المدينة.

## المساحة
تبلغ مساحة الحي 752 فدان، وتساوي 3.19 كم².

## أهم معالم الحي

مسجد إبراهيم الدسوقي، أحد أكبر مساجد العالم الإسلامي
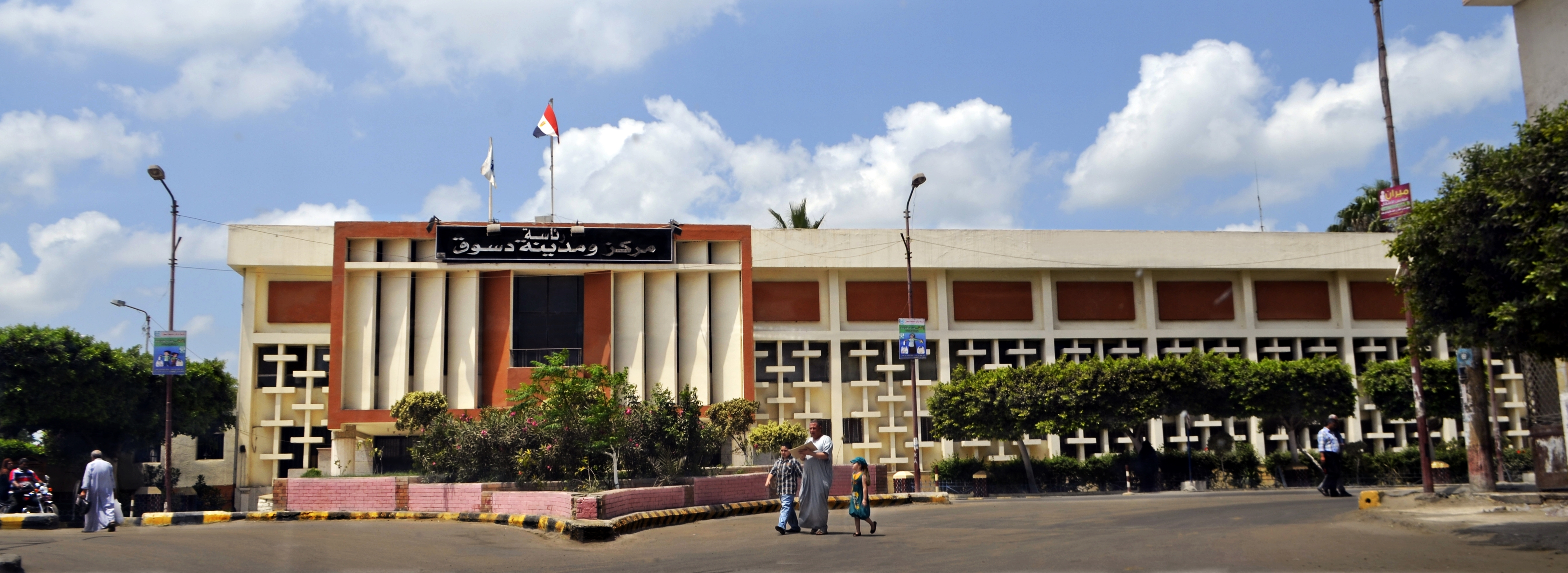
رئاسة مدينة دسوق
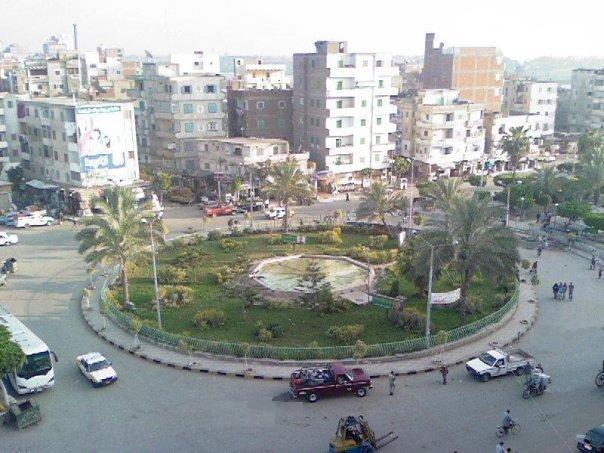
الميدان الإبراهيمي، أكبر ميادين المدينة
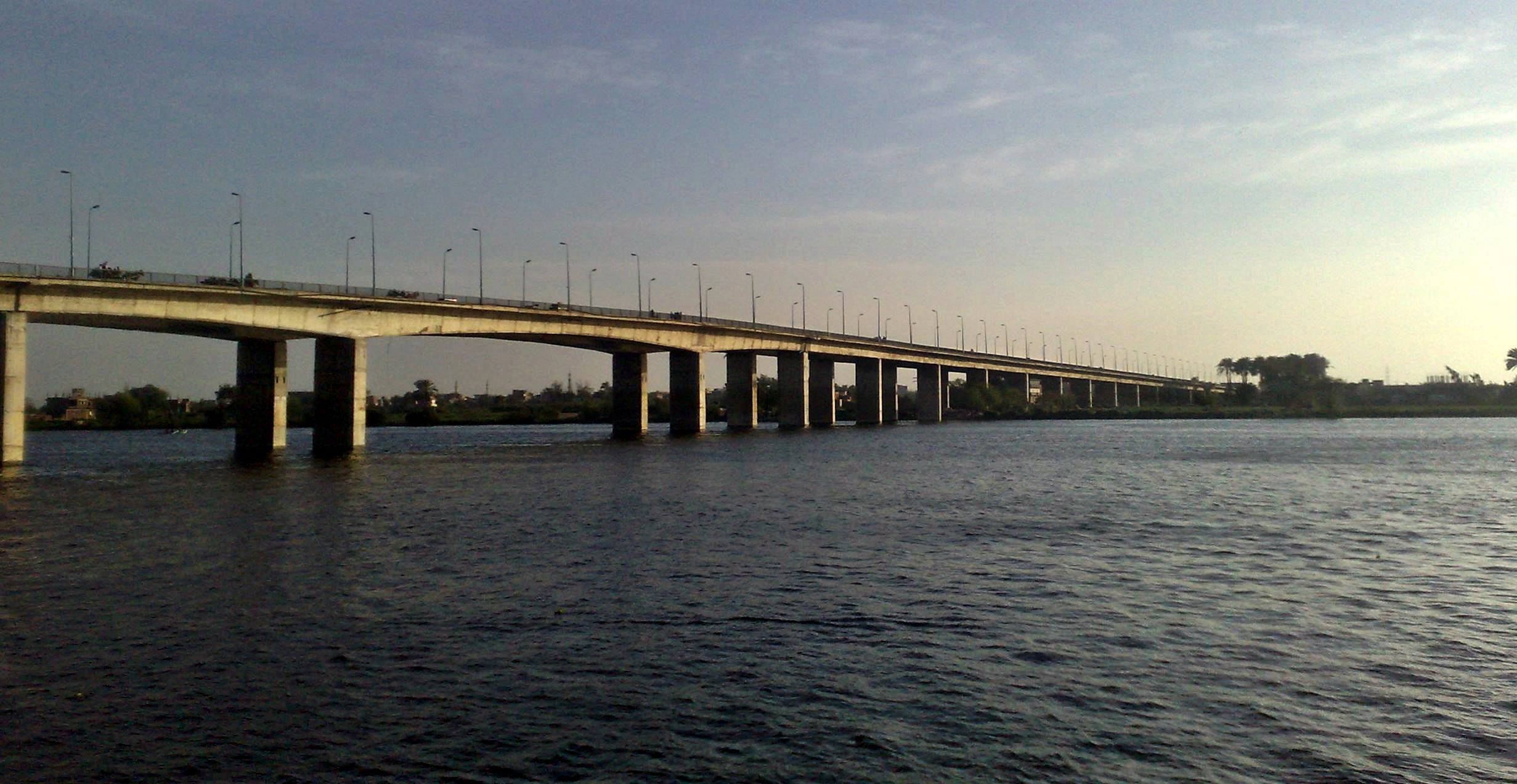
كوبري دسوق العلوي، أطول كباري نهر النيل
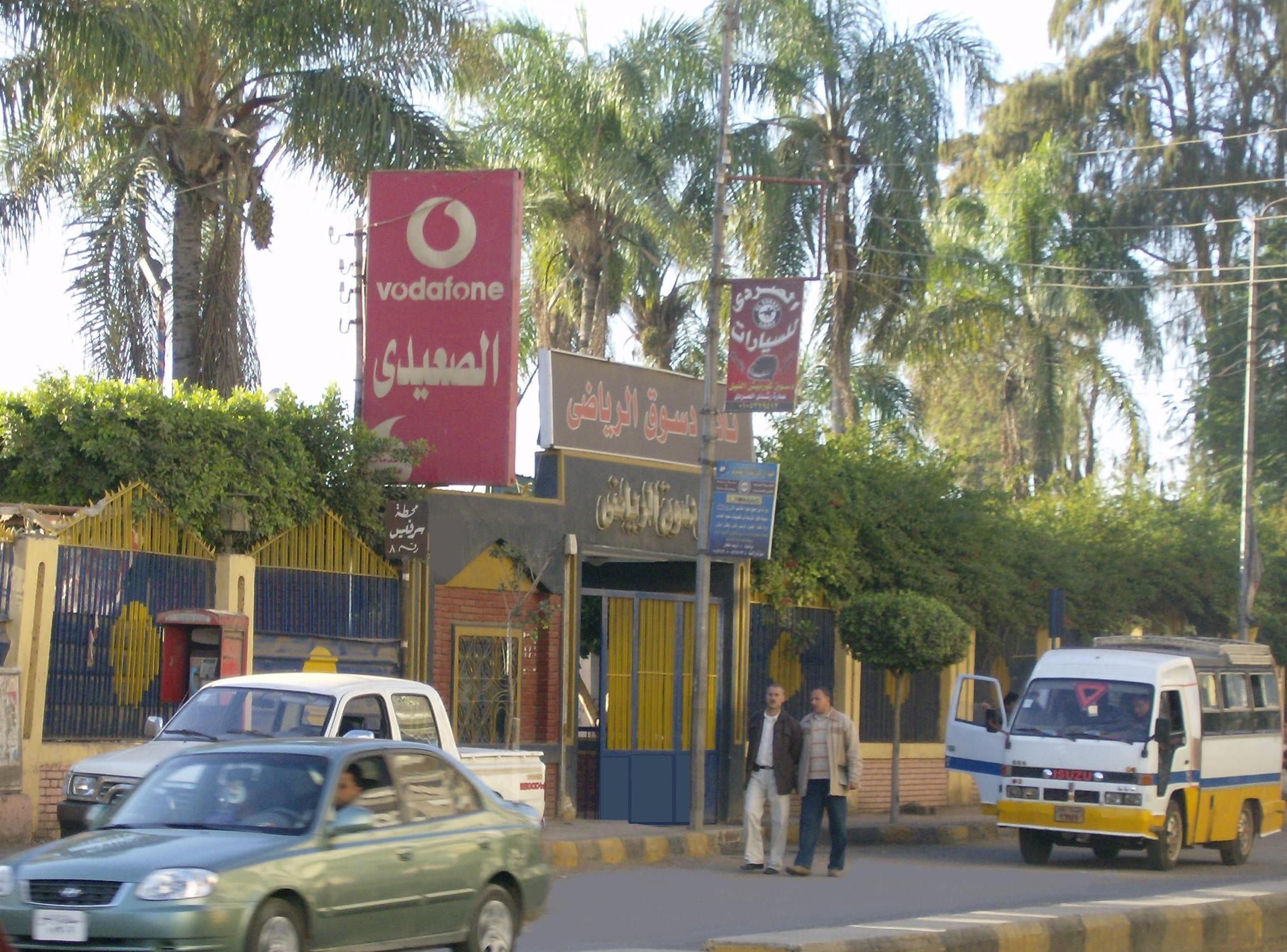
نادي دسوق الرياضي
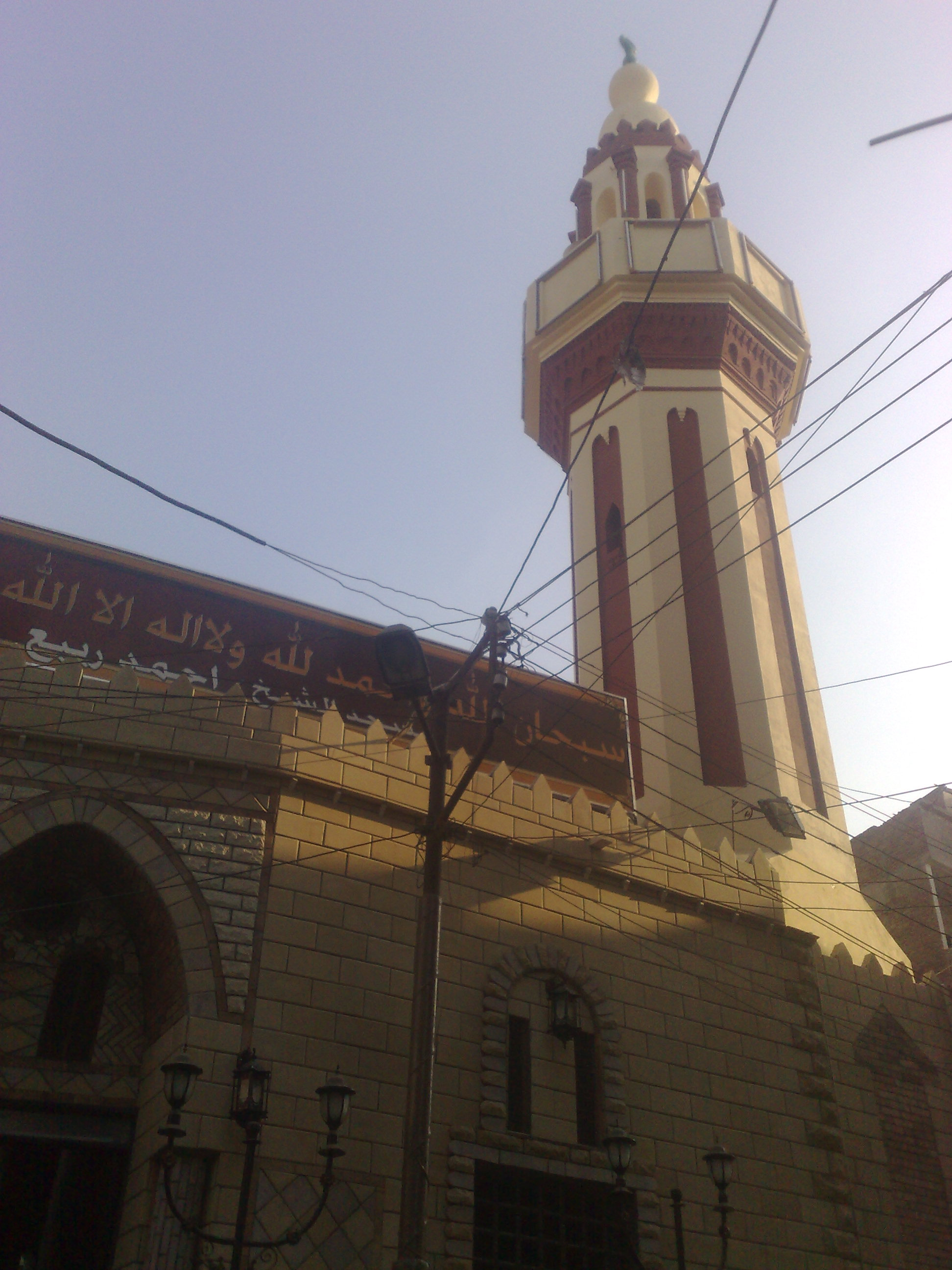
مسجد الشيخ أحمد ربيع
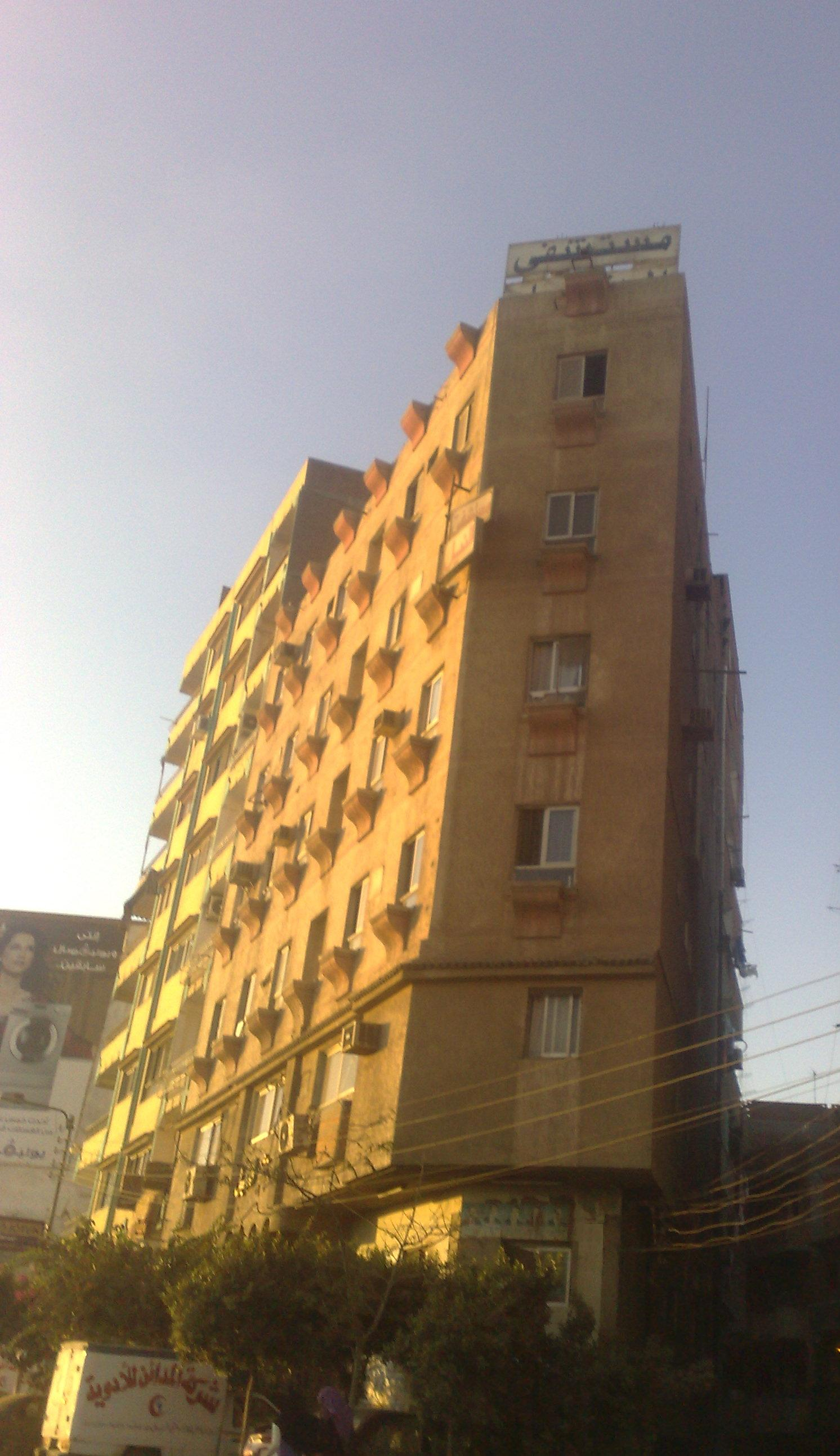
مستشفى النيل
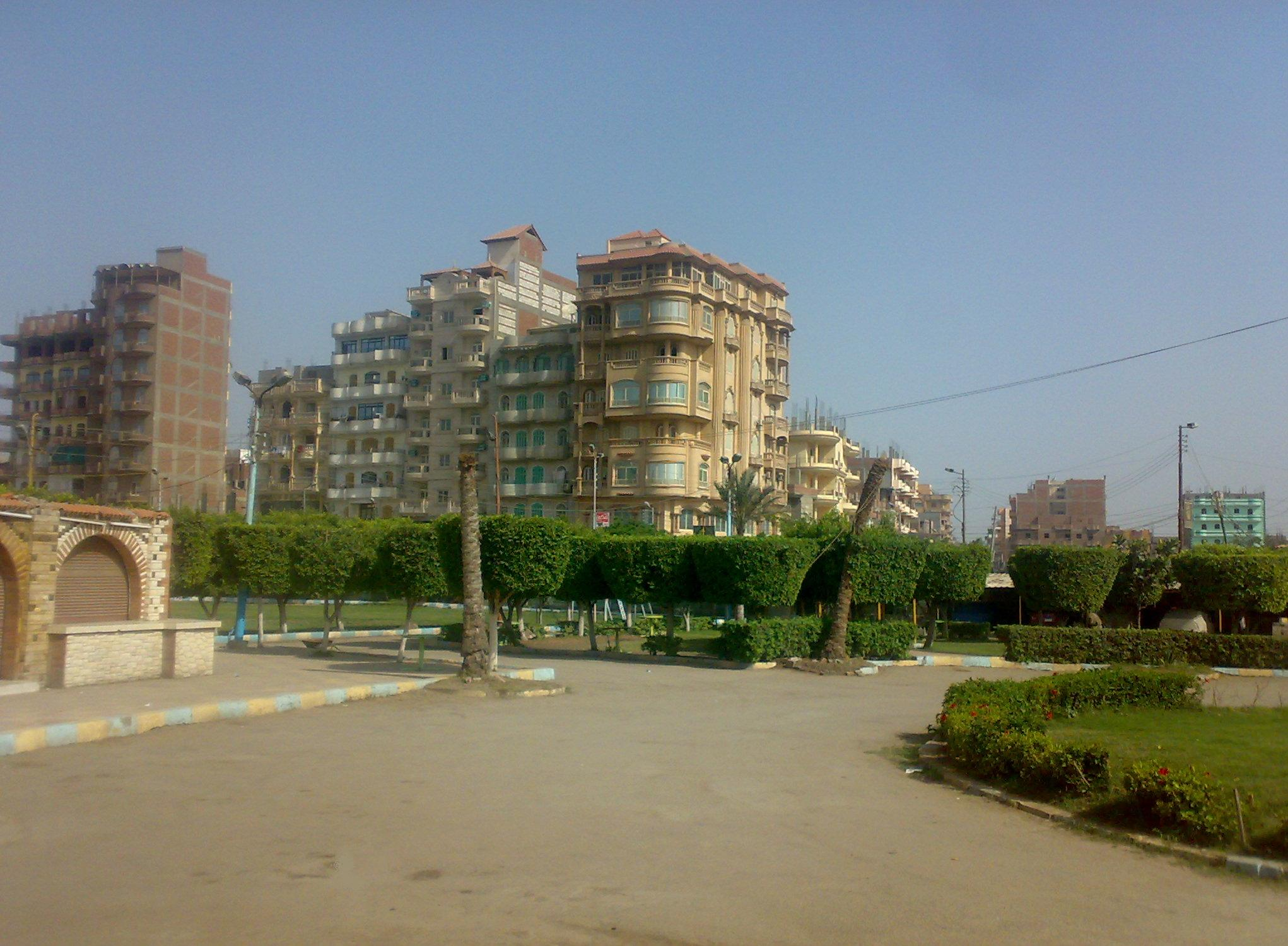
حديقة الصفا، أكبر حدائق المدينة
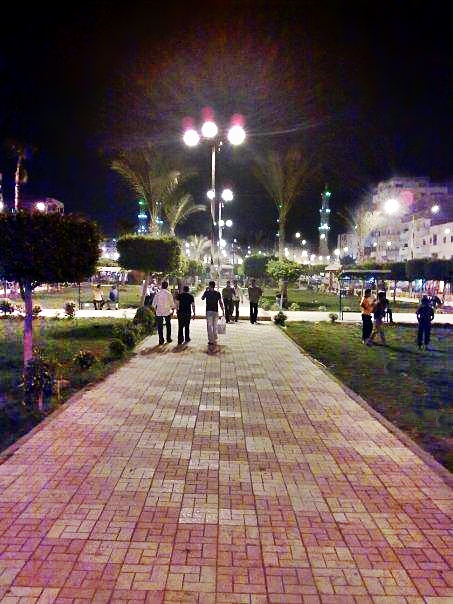
حدائق الميدان الإبراهيمي، أكبر الحدائق المفتوحة بالمدينة
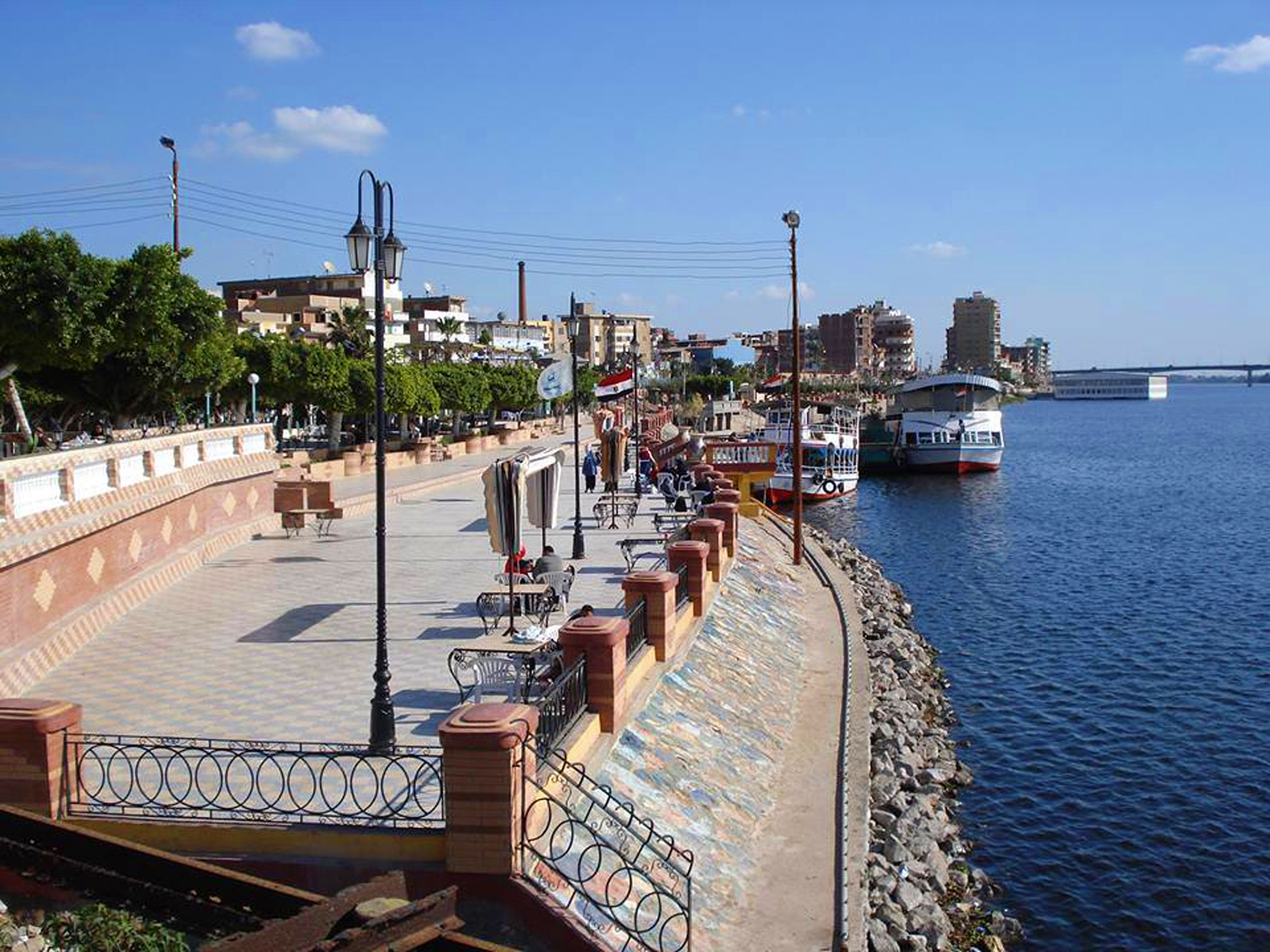
حديقة الأسرة والطفولة
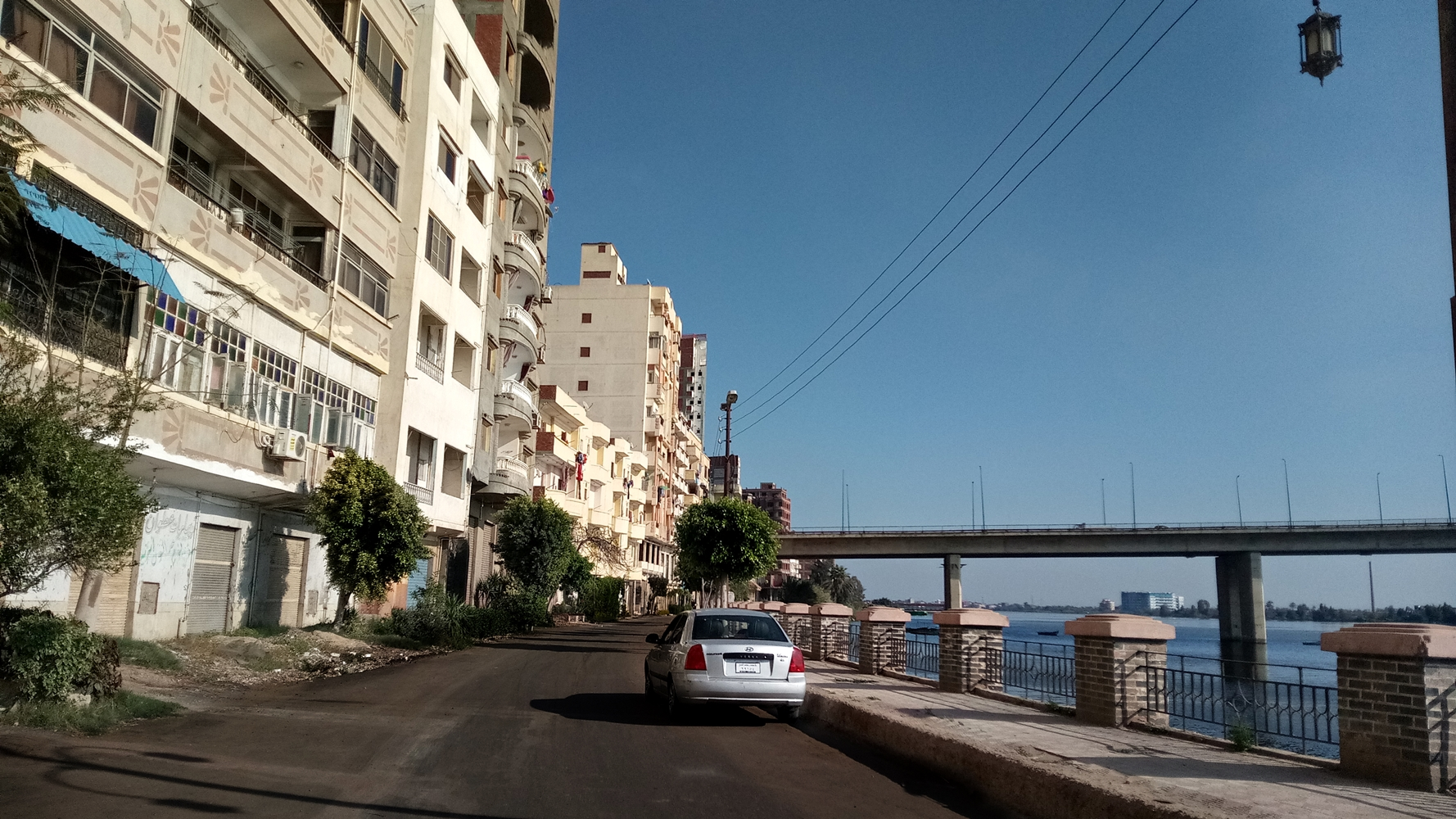
كورنيش النيل
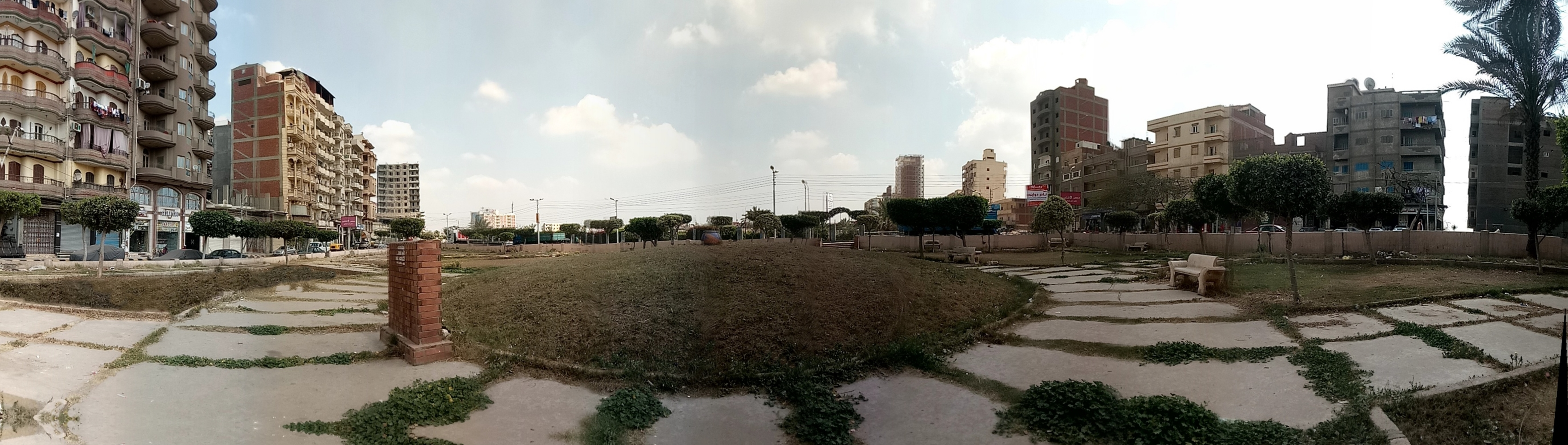
حديقة الفردوس